# Parabathyscia brigantii
Parabathyscia brigantii es una especie de escarabajo del género Parabathyscia, familia Leiodidae. Fue descrita por primera vez por Zoia en 1980.

## Distribución
Se encuentra en Italia.